# إدارة المصاريف
إدارة المصاريف تشير إلى الأنظمة التي تستخدمها الشركة لمعالجة ودفع ومراجعة المصروفات التي يبادر بها الموظفون. تشمل هذه التكاليف على سبيل المثال لا الحصر المصاريف الناتجة عن السفر والترفيه. تتضمن إدارة المصاريف السياسات والإجراءات التي تحكم هذه الإنفاق بالإضافة إلى التقنيات والخدمات المستخدمة لمعالجة وتحليل البيانات المرتبطة به.
يمكن الحصول على برامج لإدارة عملية المصروفات بما في ذلك تقديم المطالبات والتصديق والمراجعة واسترداد الأموال من المؤسسات التي توفر برنامجا مرخصا وخدمة تنفيذ ودعم أو بديلاً عن ذلك من مزودي خدمة البرمجيات كخدمة (SaaS). يوفر مزودو خدمة برمجيات عند الطلب تطبيقات الويب القائمة على الطلب والتي يديرها طرف ثالث لتحسين إنتاجية إدارة المصاريف.

## الخطوات
تتضمن أتمتة إدارة المصروفات جانبين: العملية التي يتبعها الموظف لإكمال طلب المصروفات (على سبيل المثال تسجيل إيصال فندق أو تقديم سجلات هاتف محمول) والنشاط الذي يقوم به موظفو الحسابات أو المالية لمعالجة الطلب داخل نظام المالية.
عادة ما ينطوي العملية اليدوية على قيام الموظف بإكمال تقرير المصروفات على ورقة أو جدول بيانات أو واجهة مستخدم رسومية ثم إعادتها مع الفواتير الضريبية (الإيصالات) ذات الصلة إلى مدير أو مراقب آخر للموافقة عليها. بمجرد موافقة المدير على الطلب يتم تحويله إلى قسم الحسابات للمعالجة. يقوم موظفو الحسابات بإدخال كل بند مصروف في نظام المالية للشركة قبل تصنيف الطلب والإيصالات. في تنفيذ برنامج كخدمة يتمتع هذه العمليات بتلقائية كبيرة ويتم تنفيذ عمليات التقديم والموافقات إلكترونيا.
تعد أتمتة إدارة المصروفات وسيلة يمكن من خلالها للمؤسسة تخفيض تكاليف المعاملات بشكل كبير وتحسين السيطرة الإدارية عند تسجيل وحساب ومعالجة المصروفات الشركات. أكدت الأبحاث المستقلة التي تقيم استخدام أنظمة إدارة المصروفات المتمتعة بالأتمتة أن تكلفة معالجة طلب المصروفات تنخفض كلما زاد مستوى الأتمتة.
تستطيع المؤسسات أتمتة عمليات إدارة المصروفات لأسباب مثل الامتثال وتقليل التكاليف والسيطرة وإنتاجية الموظفين.

## الأنواع
تتوافق استراتيجيات الأعمال مع أنواع مختلفة من إدارة المصروفات:
- جداول البيانات: يمكن أن تكون جداول البيانات وسيلة سهلة ورخيصة لتتبع المصروفات ولكن لا يزال هناك إيصالات ورقية تصاحبها يمكن أن تفقد أو تتلف. يمكن أن تكون هذه الطريقة مكلفة من الناحية العملية ويمكن أن تكون مربكة إذا لم يكن الموظفون جيدين في استخدام جداول البيانات.
- نماذج ورقية: تعمل النماذج الورقية بشكل البرمجيات: تقلل البرمجيات من العبء العملي لكنها قد تكلف أكثر في البداية للتنفيذ. وفقا لتقرير مجموعة أبردين "أفضل الممارسات في إدارة المصروفات والسفر: كيفية التعامل معها" يمكن أن تحل البرمجيات المشاكل الرئيسية في الامتثال والعمل اليدوي ووقت الموافقة وتكلفة تقديم التقارير المالية بشكل عام.[2]

### إدارة مصاريف الاتصالات
إدارة مصاريف الاتصالات هي عملية إدارة تكاليف الاتصالات في المؤسسات الكبيرة بما في ذلك الصوت الثابت والبيانات وأجهزة الهاتف المحمول والاتصالات الموحدة والتعاون والصوت عبر بروتوكول الإنترنت وأي خدمات أخرى متعلقة بتكنولوجيا المعلومات. يتم تسمية إدارة مصاريف الخدمات اللاسلكية والسلكية والأصول باسم إدارة مصاريف الاتصالات. في الماضي كانت تُدير مصاريف الاتصالات كخدمات عامة. في السنوات الأخيرة يربط المزيد والمزيد من المؤسسات مصاريف الاتصالات بخدمات تكنولوجيا المعلومات. يعود هذا التغيير في الإدارة إلى التحول في استراتيجيات الأعمال العالمية نحو التكنولوجيا المتطورة.

### إدارة مصاريف السفر
إدارة مصاريف السفر هي الوسيلة لتنظيم وإدارة ترتيبات السفر وتكاليف الموظفين المسافرين.

### إدارة مصاريف التكنولوجيا
إدارة مصاريف التكنولوجيا أو إدارة مصاريف تكنولوجيا المعلومات هي إدارة تكاليف التكنولوجيا مثل تراخيص البرامج ومعدات الكمبيوتر والتطبيقات وما إلى ذلك. تشمل إدارة مصاريف التكنولوجيا أيضا إدارة الخدمات المتعلقة بالتكنولوجيا. غالبا ما يتم تنفيذ أنشطة إدارة مصاريف التكنولوجيا من خلال استخدام مجموعة متنوعة من الأدوات التكنولوجية (فواتير تكنولوجيا المعلومات وبرامج إدارة وسير العمل وما إلى ذلك).